# Бора, Чарли
Чарльз Эдвард Бора (англ. Charles Edward Borah; 11 ноября 1905 — 4 января 1980) — американский легкоатлет, который специализировался в беге на короткие дистанции.

## Биография
Олимпийский чемпион в эстафете 4×100 метров (1928).
На Олимпиаде 1928 года также участвовал в беге на 100 метров, однако остановился на четвертьфинальной стадии.
Чемпион США в беге на 100 ярдов (1926) и 220 ярдов (1927, 1928).
Эксрекордсмен мира в эстафетах 4×100 метров и 4×220 ярдов.
Выпускник Университета Южной Калифорнии.
По окончании спортивной карьеры работал дантистом.